# 646626 Valentingrigore
646626 Valentingrigore este un asteroid, din centura principală, descoperit la 11 martie 2008, de astronomul româno-canadian dr. Ovidiu Vaduvescu / Ovidiu Văduvescu și astronomul român dr. Mirel Bîrlan, în cadrul proiectului EURONEAR de la Observatorul La Silla, în Chile. Asteroidul are diametrul de 1,9 km.

## Denumirea asteroidului
La descoperire, asteroidul a primit denumirea 2008 EB155. Descoperitorii au propus ca asteroidul să poarte numele astronomului român Valentin Grigore. La 29 aprilie 2024, WGSBN (Working Group Small Bodies Nomenclature) al Uniunii Astronomice Internaționale, a anunțat, în Buletinul său, că denumirea propusă a fost aprobată.